# Антъни Иванов
Антъни Иванов е български плувец, състезаващ се в дисциплината бътерфлай.
На световното първенство по плуване през 2017 година в Будапеща постига един от най-силните резултати в българското плуване, като се класира на 8-о място на финала на 200 метра бътерфлай и подобрява националния рекорд в тази дисциплина с време 1:55.55 минути в сериите. Също така класирането му за финал е първо за български плувец от 6-ото място на Михаил Александров през 2007 г. в дисциплината 100 метра бруст от първенството в Мелбърн. Иванов участва в още 2 старта, като завършва 38-и в 50 метра бътерфлай и 41-ви в 100 метра бътерфлай.
През 2023 влиза в конфликт българската федерация по плуване след пропусната допинг проверка.
Слага край на кариерата си през 2024 година.